# Ashraf Mohamed Moguib Sultan

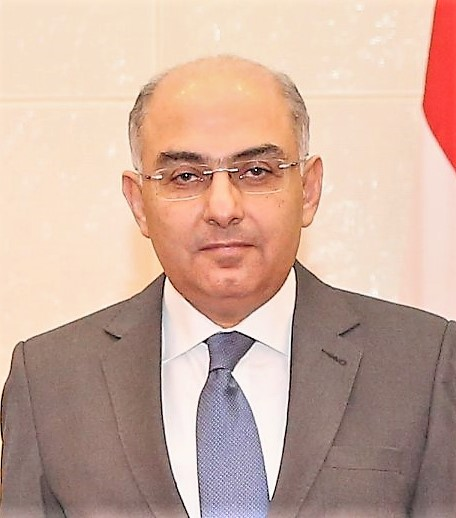
Ashraf Mohamed Moguib Sultan (2020)

Ashraf Mohamed Moguib Sultan ist ein ägyptischer Diplomat.
2012 war Sultan Berater an der ägyptischen Botschaft im spanischen Madrid.
Sultan folgte Ahmed Amr Ahmed Moawad als ägyptischer Botschafter in Jakarta, mit Zuständigkeit für Indonesien, Osttimor und die ASEAN. Die Akkreditierung für Osttimor übergab Sultan am 20. Februar 2020 an Staatspräsident Francisco Guterres. 2024 folgte Sultan Yasser Hassan Farag Elshemy auf den Botschafterposten in Jakarta.